# Havaika verecunda
Havaika verecunda là một loài nhện trong họ Salticidae. Loài này được phát hiện ở Hawaii.